# Historyzm (architektura)

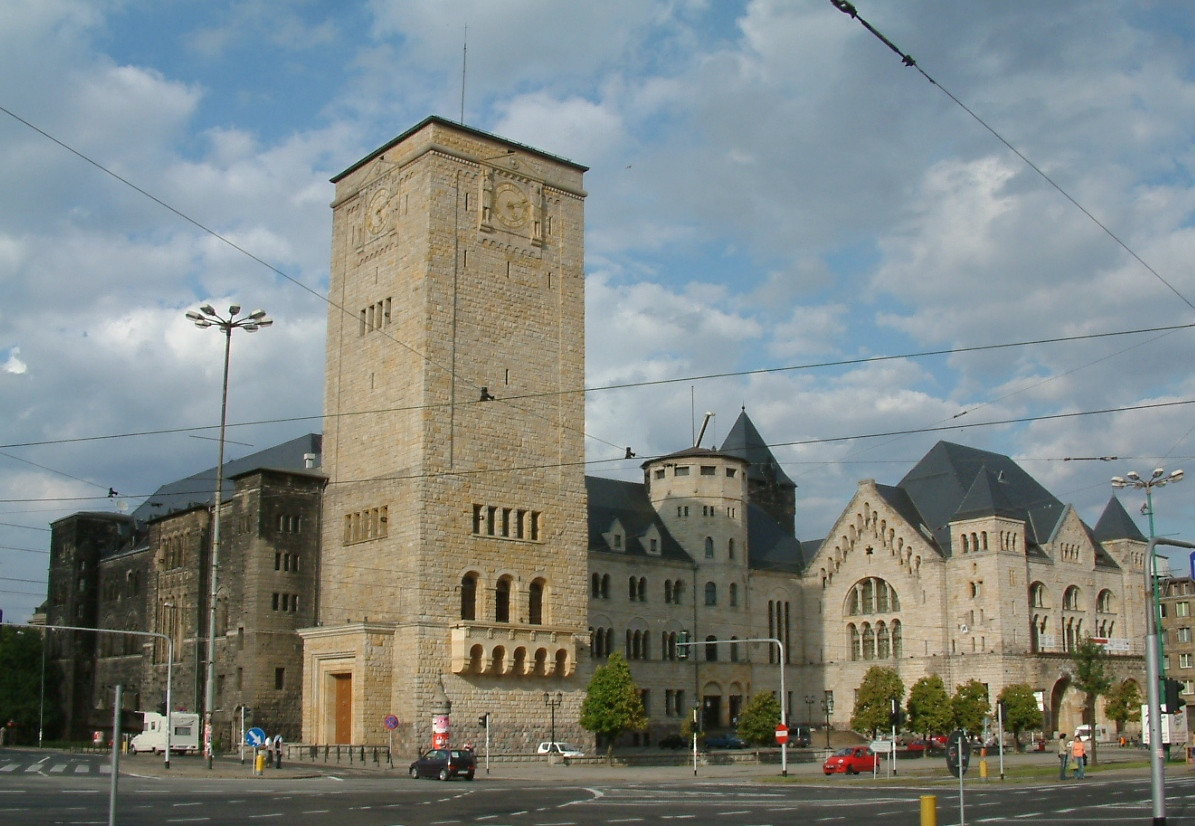
Neoromanizm: F. Schwechten, Zamek Cesarski w Poznaniu

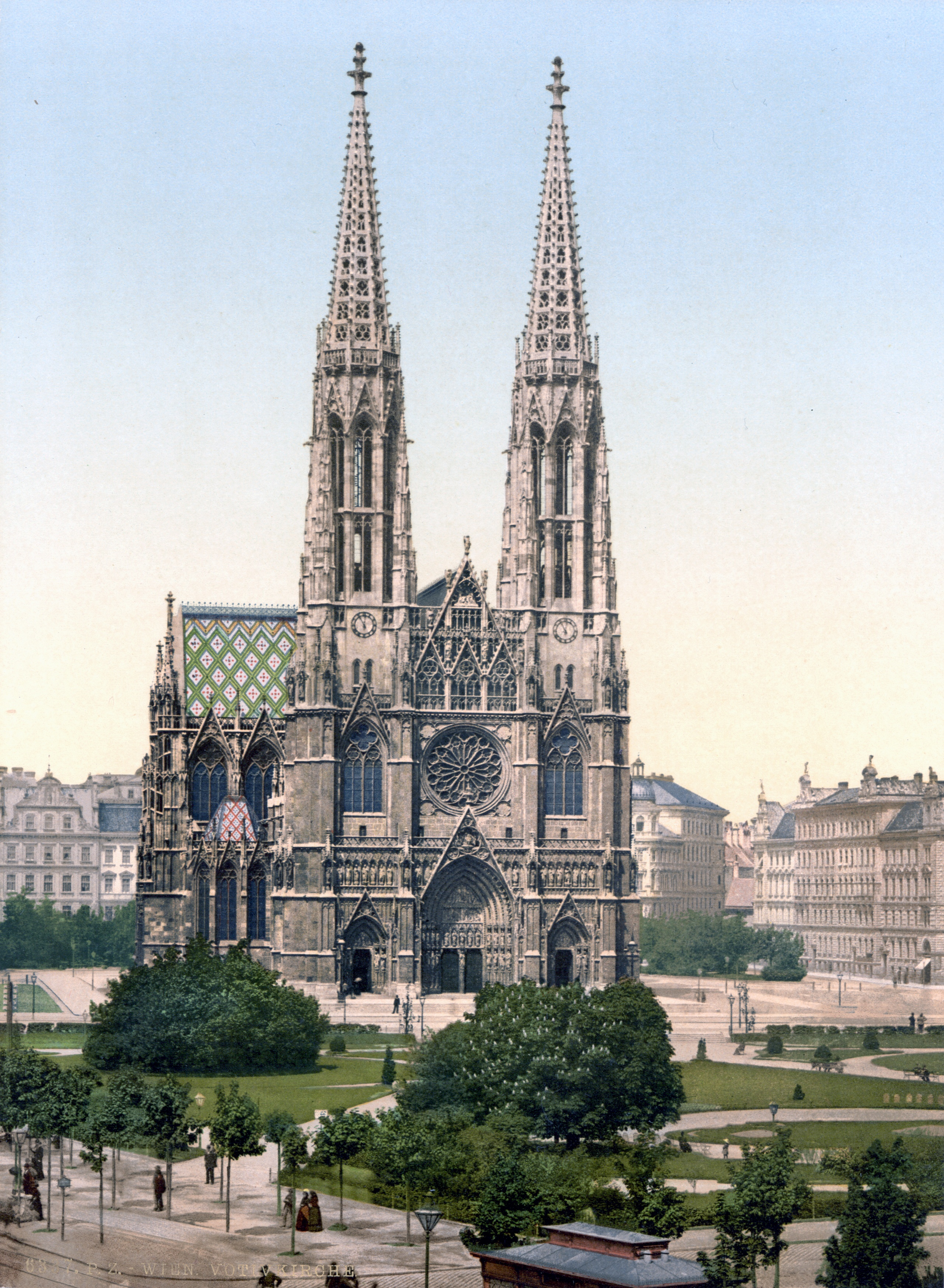
Neogotyk: H. von Ferstel, Kościół Wotywny w Wiedniu

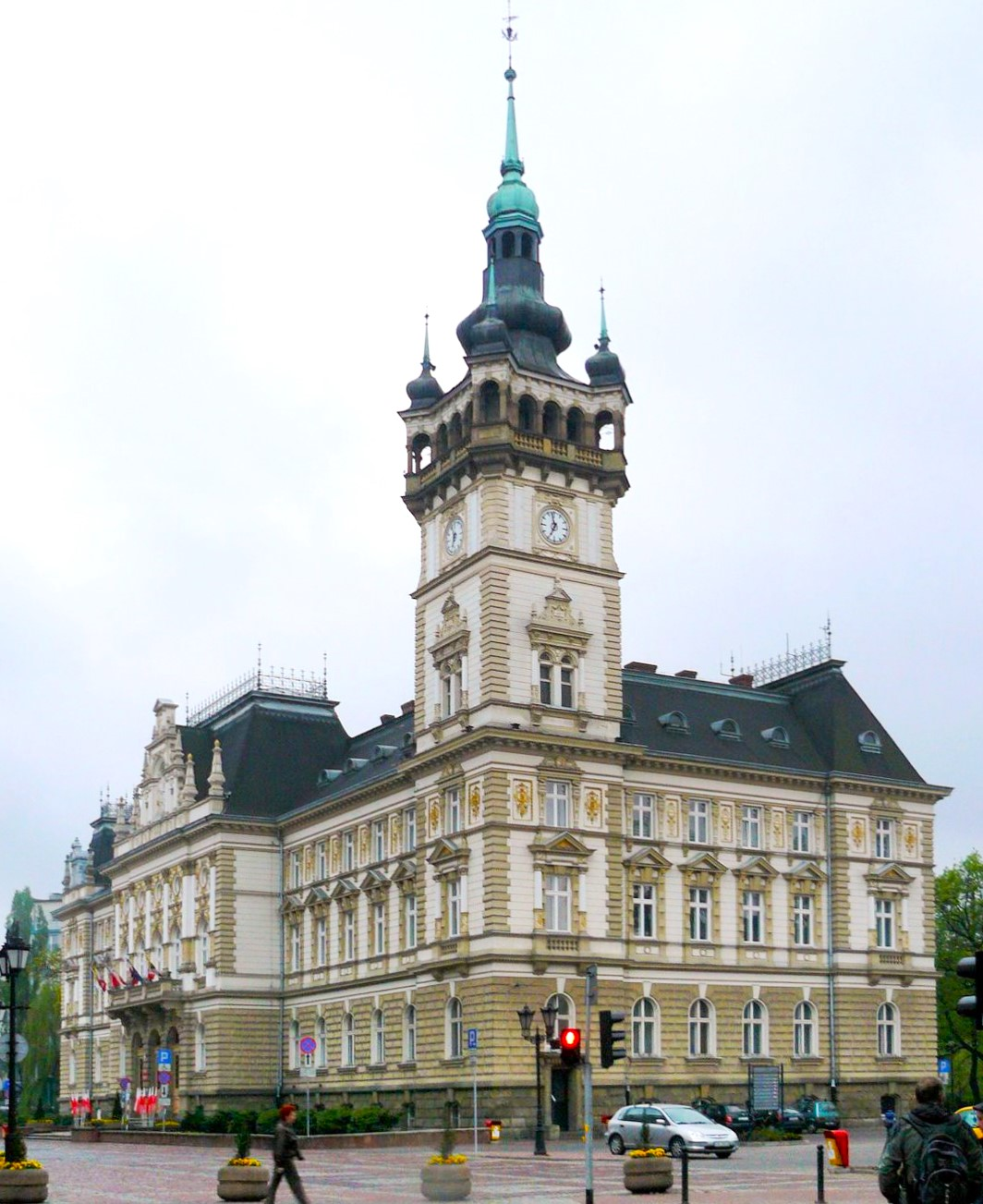
Neorenesans: E. Rost, Ratusz w Bielsku-Białej

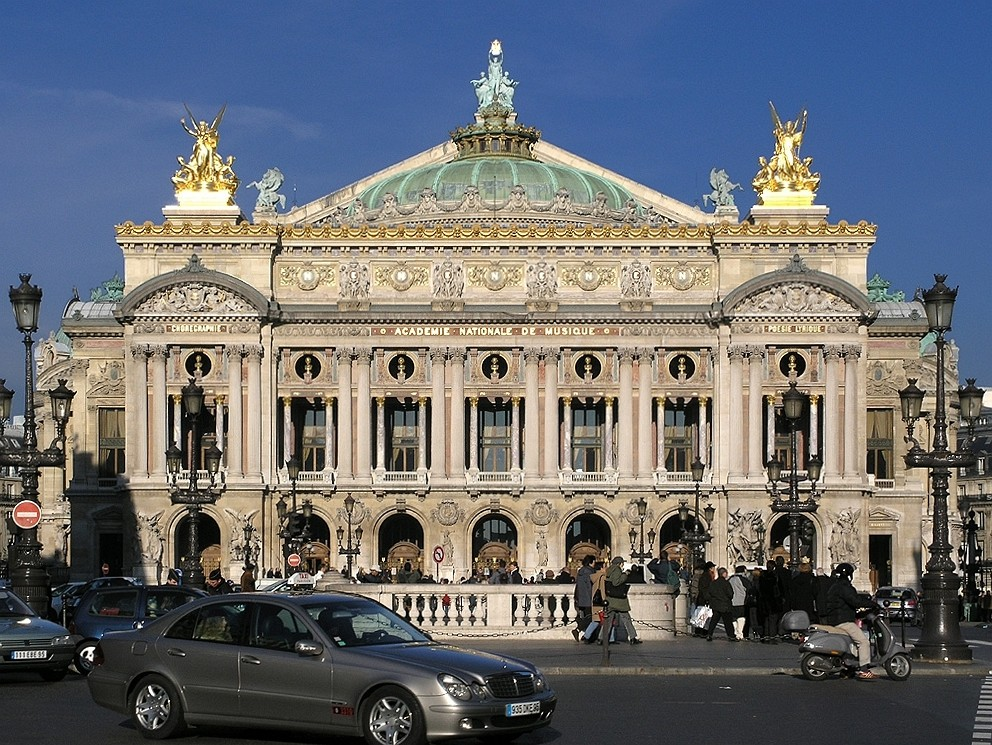
Neobarok: Ch. Garnier, Opéra Garnier w Paryżu

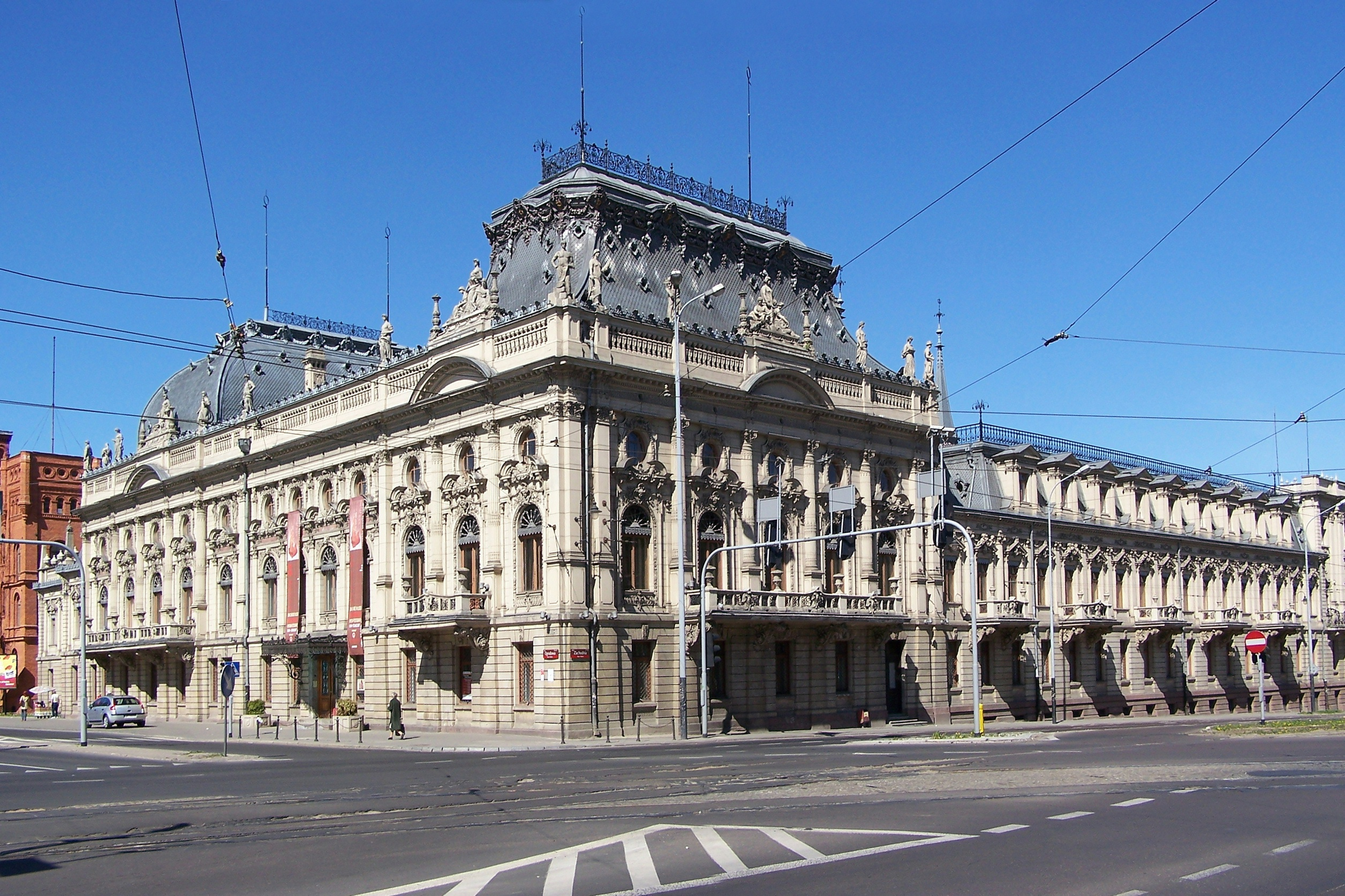
Eklektyzm: H. Majewski, Pałac Izraela Poznańskiego w Łodzi

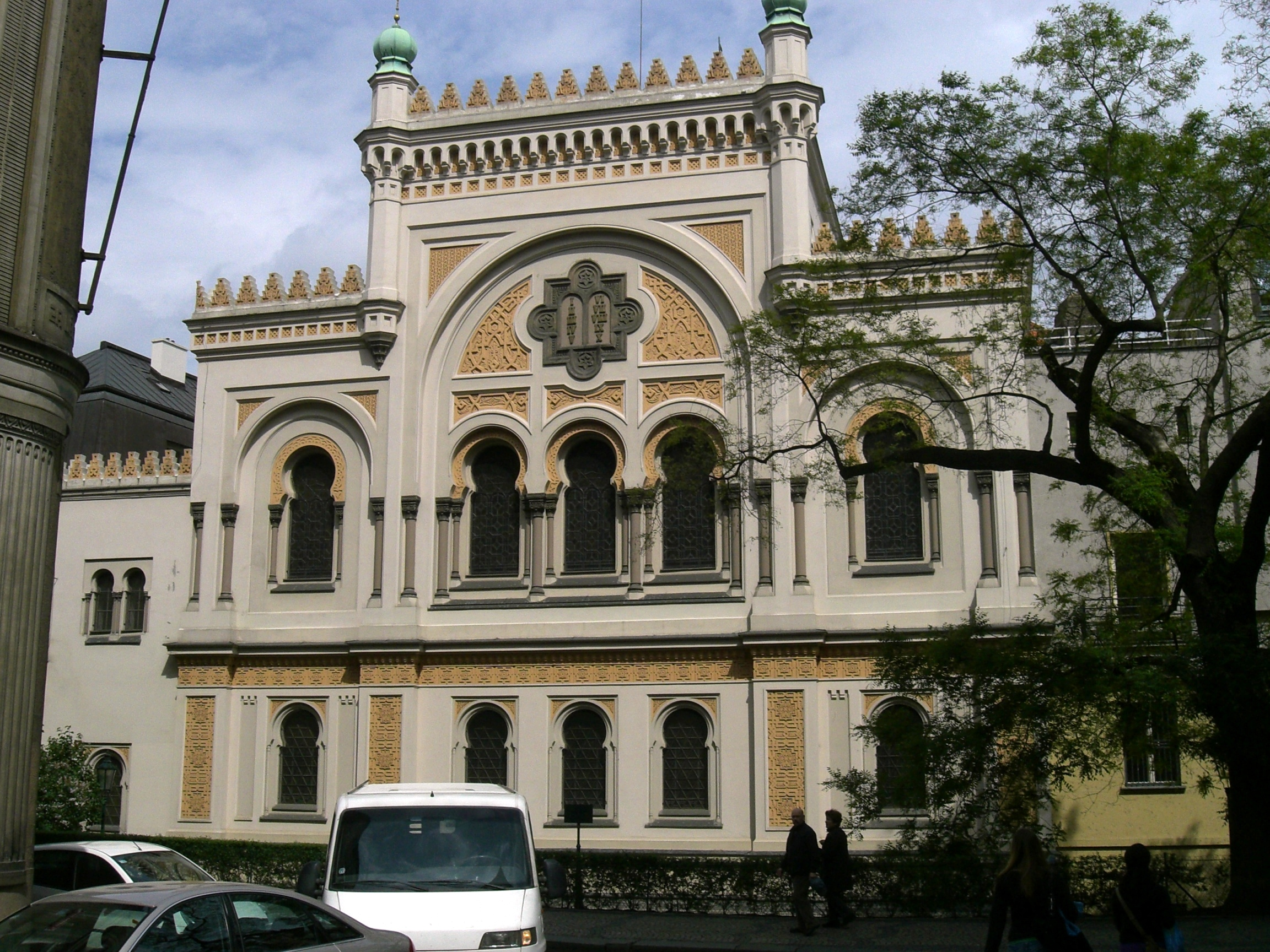
Neomauretanizm: V. I. Ullmann i J. Niklas, Synagoga Hiszpańska w Pradze

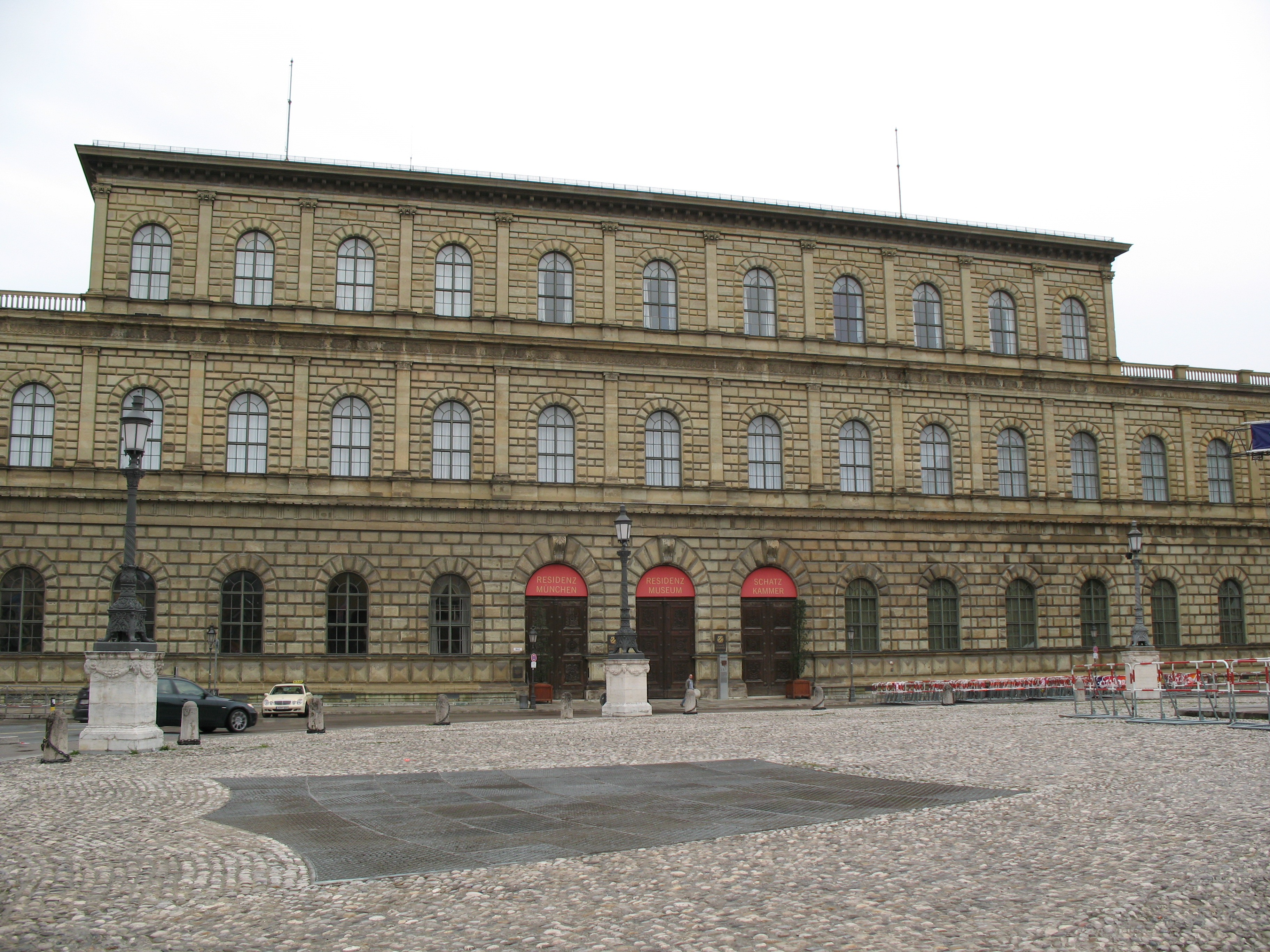
Styl arkadowy: L. von Klenze, Rezydencja w Monachium

Historyzm – nurt w XIX-wiecznej architekturze światowej, polegający na naśladownictwie stylistyki minionych epok.
Początkowo opierał się na przeciwstawieniu klasycyzmowi i zainteresowaniu przeszłością, badaną w sposób naukowy. Zbiegł się z romantyzmem w sztuce i literaturze. Powstał z romantycznej tęsknoty za tym, co dalekie, za historią i nieskrępowaną naturą. Człowiek nastrojony romantycznie uciekał od zbiorowości, szukał samotności, tego co osobiste, rodzime i ludowe, szukał bezkształtności i dowolności jako przeciwieństwa przymusu zawodowego i społecznego, prostoty graniczącej z prymitywizmem. Był przeciwny racjonalizmowi, chłodowi, wyniosłości charakterystycznej dla klasycyzmu. Za tym wszystkim stała także niepewność wobec teraźniejszości.

## Historia

### Źródła historyzmu
Architektura i sztuka do XVIII wieku były wykładnią określonego porządku społecznego, opierającego się na prawie dziedziczenia, robiącego wrażenie wiecznego trwania, porządku wspieranego autorytetem władzy, kościoła, elit społeczeństwa. Ład ten drastycznie załamał się w czasie rewolucji francuskiej. Głoszone i wprowadzane w życie prawa człowieka, przekształcanie się poddanych w obywateli zniweczyło wielowiekową tradycję. Ciągłość trwania została przerwana. „Sznur naszyjnika pereł został przerwany, teraz miało się garść pełną pereł, którymi można było się swobodnie bawić”. Przeszłość stała się skarbnicą, z której można było dowolnie czerpać wzory do naśladowania.
Zainteresowanie przeszłością w architekturze zbiegło się z rozwojem nauk historycznych. Było wynikiem badań nad przeszłością. Od początku XIX stulecia prowadzono intensywne prace nad dziejami architektury. Zaczęto opisywać, rozróżniać, datować  budowle – początkowo średniowieczne, następnie późniejsze. Podstawy badań nad romanizmem i gotykiem stworzyli de Gerville, Thomas Rickman, Ksawery Kraus, a zwłaszcza Eugène Viollet-le-Duc. Na tych badaniach oparli się architekci, wskrzeszając na całym świecie neostyle (neoromanizm, neogotyk, neorenesans, neobarok).

### Fazy rozwojowe
W historii architektury historyzmu można rozróżnić trzy fazy rozwojowe: historyzm romantyczny (do około 1870), ścisły historyzm (około 1870–1890) i późny historyzm (po 1890).
- Historyzm romantyczny stopniowo wyparł klasycyzm. Preferowanymi stylami były neogotyk i styl arkadowy, od ok. 1850 wypierany przez neorenesans, jednak wiązano ze sobą elementy niewystępujące w poszczególnych stylach, tak że twórczość nie oznaczała wiernego naśladowania poszczególnych stylów, lecz subiektywną ich interpretację. Pojawiały się też motywy pozaeuropejskie (vide styl neomauretański).
- Ścisły historyzm powstał na podstawie XIX-wiecznych badań naukowych. Projektowano łącząc elementy dozwolone w danym stylu, odrzucając ich swobodną interpretację. Wytworzono kanony opisywalnych neostylów, korzystano z wzorników. Preferowanym stylem stał się neorenesans.
- Późny historyzm odchodzi od neorenesansu i orientuje się na neobarok. Ścisłe przepisy poprzedniej fazy zostają zastąpione przez bardzo swobodną interpretację elementów dekoracyjnych, które nie są już organizowane ściśle osiowo. Pojawiają się liczne wykusze, ryzality, kopuły, a także balkony. Można zaobserwować dążność do przepychu i monumentalizmu. Niektóre elementy dekoracyjne, np. kwiatowe, wskazują już na rodzącą się secesję.

## Przedstawiciele historyzmu (m.in.)
- Gottfried Semper
- Edwin Oppler
- Eugène Viollet-le-Duc
- Horace Walpole, 4. hrabia Orford
- Felix Henry